# Talingo
Talingo fue una revista independiente en Panamá dirigida por Adrienne Samos. Fue emitida como suplemento mensual de La Prensa, el periódico más grande del país en su momento.
Talingo fue establecido en el año 1993 y llevaba artículos sobre arte y cultura en un contexto extenso, inclusivamente la crítica de arte. En el año 2001, la revista fue premiada con el Premio Príncipe Claus por Cultura y Desarrollo. La revista dejó de circular como suplemento de La Prensa en 2002.